# Гиринг (Небраска)
Гиринг (англ. Gering) — город, расположенный в округе Скотс-Блафф (штат Небраска, США) с населением в 7751 человек по статистическим данным переписи 2000 года. Гиринг является окружным центром округа Скотс-Блафф.

## География
По данным Бюро переписи населения США город Гиринг имеет общую площадь в 9,58 квадратных километров, водных ресурсов в черте населённого пункта не имеется.
Город Гиринг расположен на высоте 1192 метра над уровнем моря.

## Демография
По данным переписи населения 2000 года в Гиринге проживало 7751 человек, 2170 семей, насчитывалось 3173 домашних хозяйств и 3332 жилых дома. Средняя плотность населения составляла около 798,4 человек на один квадратный километр. Расовый состав Гиринга по данным переписи распределился следующим образом: 91,48 % белых, 0,13 % — чёрных или афроамериканцев, 1,14 % — коренных американцев, 0,25 % — азиатов, 0,04 % — выходцев с тихоокеанских островов, 1,41 % — представителей смешанных рас, 5,56 % — других народностей. Испаноговорящие составили 13,40 % от всех жителей города.
Из 3173 домашних хозяйств в 31,4 % — воспитывали детей в возрасте до 18 лет, 55,3 % представляли собой совместно проживающие супружеские пары, в 10,4 % семей женщины проживали без мужей, 31,6 % не имели семей. 28,5 % от общего числа семей на момент переписи жили самостоятельно, при этом 14,9 % составили одинокие пожилые люди в возрасте 65 лет и старше. Средний размер домашнего хозяйства составил 2,39 человек, а средний размер семьи — 2,93 человек.
Население города по возрастному диапазону по данным переписи 2000 года распределилось следующим образом: 24,6 % — жители младше 18 лет, 8,1 % — между 18 и 24 годами, 25,0 % — от 25 до 44 лет, 23,8 % — от 45 до 64 лет и 18,6 % — в возрасте 65 лет и старше. Средний возраст жителей составил 40 лет. На каждые 100 женщин в Гиринге приходилось 87,9 мужчин, при этом на каждые сто женщин 18 лет и старше приходилось 85,1 мужчин также старше 18 лет.
Средний доход на одно домашнее хозяйство в городе составил 35 185 долларов США, а средний доход на одну семью — 42 378 долларов. При этом мужчины имели средний доход в 32 750 долларов США в год против 22 026 долларов среднегодового дохода у женщин. Доход на душу населения в городе составил 18 775 долларов в год. 5,9 % от всего числа семей в округе и 7,8 % от всей численности населения находилось на момент переписи населения за чертой бедности, при этом 8,3 % из них были моложе 18 лет и 7,4 % — в возрасте 65 лет и старше.

## Города-побратимы
- Бамиан, Афганистан[2]